# جدول ميداليات دورة الألعاب الآسيوية 1978
دورة الألعاب الآسيوية لعام 1978 (المعروفة أيضًا باسم الثامن أسياد)، هو حدث متعدد الرياضات أقيم في بانكوك، تايلاند في الفترة من 9 ديسمبر إلى 20 ديسمبر 1978. في الأصل، كان من المقرر أن تكون سنغافورة المدينة المضيفة، لكنها تخلت عن خطتها لاستضافة الألعاب بسبب مشاكل مالية. ثم تم اختيار العاصمة الباكستانية إسلام أباد لاحقًا لاستضافة الألعاب. لكن باكستان تخلت أيضًا عن خطتها لاستضافة الألعاب بسبب النزاعات مع بنغلاديش والهند.
شارك 3842 رياضيًا من 25 لجنة أولمبية وطنية في هذه الألعاب، وتنافسوا في 147 حدثًا في 19 رياضة. تم إدراج الرماية والبولينج لأول مرة. تصنف قائمة الميداليات هذه اللجان المشاركة في البطولة حسب عدد الميداليات الذهبية التي فاز بها رياضيوها.
رياضيون من 19 لجنة فازوا بميدالية واحدة على الأقل؛ حصل الرياضيون من 15 من هذه اللجان على ميدالية ذهبية واحدة على الأقل. فاز الرياضيون من اليابان بـ 70 ميدالية ذهبية، وهو أكبر عدد من أي دولة أخرى في هذه الآسياد. احتلت الصين المركز الثاني في إجمالي الميداليات. احتلت كوريا الجنوبية المركز الرابع في مجموع الميداليات. وأنهت الدولة المضيفة تايلاند الألعاب بإجمالي 42 ميدالية (11 ذهبية و12 فضية و19 برونزية)، في المركز الخامس من حيث إجمالي الميداليات.

## ترتيب الميداليات
الترتيب في هذا الجدول يتوافق مع اتفاقية اللجنة الأولمبية الدولية في جداول الميداليات المنشورة. بشكل افتراضي، يتم ترتيب الجدول حسب عدد الميداليات الذهبية التي فاز بها الرياضيون من دولة ما. يتم أخذ عدد الميداليات الفضية في الاعتبار بعد ذلك ثم عدد الميداليات البرونزية. إذا كانت الدول لا تزال متعادلة، يتم إعطاء مرتبة متساوية؛ يتم سردها أبجديًا حسب رمز الدولة.

### جدول الميداليات
البلد المستضيف
| الترتيب  | منتخب          | ذهبية | فضية | برونزية | المجموع |
| -------- | -------------- | ----- | ---- | ------- | ------- |
| 1        | اليابان        | 70    | 59   | 49      | 178     |
| 2        | الصين          | 51    | 54   | 46      | 151     |
| 3        | كوريا الجنوبية | 18    | 20   | 31      | 69      |
| 4        | كوريا الشمالية | 15    | 13   | 15      | 43      |
| 5        | تايلاند        | 11    | 12   | 19      | 42      |
| 6        | الهند          | 11    | 11   | 6       | 28      |
| 7        | إندونيسيا      | 8     | 7    | 18      | 33      |
| 8        | باكستان        | 4     | 4    | 9       | 17      |
| 9        | الفلبين        | 4     | 4    | 6       | 14      |
| 10       | العراق         | 2     | 4    | 6       | 12      |
| 11       | سنغافورة       | 2     | 1    | 4       | 7       |
| 12       | ماليزيا        | 2     | 1    | 3       | 6       |
| 13       | منغوليا        | 1     | 3    | 5       | 9       |
| 14       | لبنان          | 1     | 1    | 0       | 2       |
| 15       | سوريا          | 1     | 0    | 0       | 1       |
| 16       | بورما          | 0     | 3    | 3       | 6       |
| 17       | هونغ كونغ      | 0     | 2    | 3       | 5       |
| 18       | سريلانكا       | 0     | 0    | 2       | 2       |
| 19       | الكويت         | 0     | 0    | 1       | 1       |
| الإجمالي | الإجمالي       | 201   | 199  | 226     | 626     |

## روابط خارجية
- الموقع الرسمي للمجلس الأولمبي الآسيوي نسخة محفوظة 6 سبتمبر 2018 على موقع واي باك مشين.